# Peter Pan’s Neverland Nightmare
Peter Pan’s Neverland Nightmare ist ein britischer Horrorfilm von Regisseur Scott Jeffrey, der am 13. Januar 2025 in die US-amerikanischen Kinos kam. Es handelt sich um eine Slasher-Adaption der Kindergeschichten über Peter Pan des schottischen Schriftstellers J. M. Barrie, die im Twisted Childhood Universe angesiedelt ist. In den Hauptrollen sind Martin Portlock, Megan Placito und Peter DeSouza-Feighoney zu sehen.

## Handlung
Der junge Michael Darling wird an seinem Geburtstag nach der Schule entführt. Der Serienkiller Peter Pan möchte ihn nach Neverland bringen, angeblich eine Insel, auf der Kinder niemals erwachsen werden würden und ohne den strengen Einfluss ihrer Eltern aufwachsen könnten. Peter selbst hatte eine schwere Kindheit, fand aber lange Zeit in der Obhut eines Zirkus Zuflucht. Gemeinsam mit der gutmütigen Fee Tinkerbell, die er durch die Verabreichung von Heroin gefügig hält, möchte er seiner Wahrnehmung nach anderen Kindern nun ein besseres Leben ermöglichen.
Michaels Familie erhält von Peter einen Anruf, dass der Junge auf dem Weg nach Neverland sei. Seine ältere Schwester Wendy fühlt sich verantwortlich, da sie Michael an seinem Geburtstag eigentlich hätte abholen sollen, und beschließt, selbst auf die Suche nach ihrem vermissten Bruder zu gehen. Gemeinsam mit ihrer besten Freundin Tiger Lily fährt sie in die Nachbargemeinde Ashdown, wo es einst zu einem ähnlichen Vermisstenfall kam. Der Anwohner Steven erzählt ihnen dort von seinem transgeschlechtlichen Sohn Timmy, der auch von Peter entführt wurde.
In der Nacht bricht Peter in das Haus von Lily ein, tötet die gesamte Familie und nimmt nur ihren Bruder Joey mit sich, den besten Freund von Michael. Wendy nimmt die Verfolgung auf und erreicht so das verlassene Haus, in dem ihr Bruder gefangen gehalten wird. Sie verschafft sich Zutritt und trifft auf Tinkerbell, die sie als Stevens vermissten Sohn Timmy identifiziert. Die Fee beginnt, Peters Ausführungen über Neverland zu hinterfragen, und stellt sich gegen ihren Meister, wird von ihm für ihren Verrat aber kaltblütig ermordet.
Wendy gelingt es, Michael und Joey aus der Gefangenschaft zu befreien, ehe es zum Kampf mit Peter kommt. Unerwartete Hilfe erhalten die drei dabei von James Hook, den Peter fünfzehn Jahre zuvor ebenfalls entführt und seitdem in seinem Keller eingesperrt hatte. James kann Peter mit seiner aus einem Haken bestehender Hand verletzten und davonschießen, was Wendy und den Jungs die Flucht ermöglicht. Ein Jahr später feiert die Familie Darling zusammen Michael Geburtstags, als Wendy einen neuen Anruf von Peter Pan erhält.

## Produktion

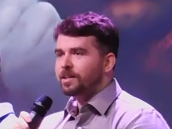
Rhys Frake-Waterfield

Im Zuge der medial vielbeachteten Veröffentlichung des Mockbusters Winnie the Pooh: Blood and Honey kündigte Regisseur Rhys Frake-Waterfield im November 2022 an, zukünftig auch eine Slasher-Adaption der Kindergeschichten rund um Peter Pan des schottischen Schriftstellers J. M. Barrie verwirklichen zu wollen. Wie auch bei den Winnie-the-Pooh-Filmen gingen die Urheberrechte am Theaterstück Peter Pan: The Boy Who Wouldn’t Grow Up (1904) und der Buchvorlage Peter and Wendy (1911) zuvor in die Public Domain über, wodurch eine Low-Budget-Verfilmung erst ermöglicht wurde.
Das Drehbuch wurde von Scott Jeffrey in Zusammenarbeit mit Produzent Rhys Frake-Waterfield verfasst. Als kreative Inspirationen nannten beide das französische Kino, aber auch Filme wie Insidious, die Nightmare-Reihe, High Tension und The Black Phone. Jeffrey, der zuvor die Hauptrolle des Christopher Robin in Winnie the Pooh: Blood and Honey 2 verkörpert hatte, übernahm überdies auch die Regie.
Als Hauptdarsteller für Peter Pan, Wendy Darling und ihren Bruder Michael Darling wurden Martin Portlock, Megan Placito und Peter DeSouza-Feighoney verpflichtet. In Nebenrollen sind Kit Green als Fee Tinkerbell, Charity Kase als James Hook, Olumide Olorunfemi als Tiger Lily sowie Nicholas Woodeson, Kierston Wareing und Campbell Wallace zu sehen. Daneben übernahm Teresa Banham erneut ihre Rolle aus Winnie the Pooh: Blood and Honey 2 als Therapeutin Mary Darling.
Die Dreharbeiten erfolgten im Mai und Juni 2024 im Vereinigten Königreich. Für das Figurendesign von Peter Pan waren die Maskenbildner Shaune Harrison und Paula Anne Booker-Harrison verantwortlich. Das Budget betrug rund 250.000 Pfund Sterling. Die Filmmusik komponierte der Brite Greg Birkumshaw.
Ein Trailer wurde am 30. August 2024 veröffentlicht. Ein limitierter US-amerikanischer Kinostart erfolgte zunächst vom 13. bis zum 15. Januar 2025, ehe dieser um mehrere Tage verlängert wurde. In Deutschland wurde Peter Pan’s Neverland Nightmare am 10. Juni 2025 direkt auf DVD und Blu-ray veröffentlicht.

## Synchronisation
Die deutschsprachige Synchronisation entstand nach einem Dialogbuch von Thomas Rock und unter der Dialogregie von Thomas Wolf bei Think Global Media.
| Rolle                     | Darsteller              | Synchronsprecher  |
| ------------------------- | ----------------------- | ----------------- |
| Peter Pan                 | Martin Portlock         | Stefan Günther    |
| Wendy Darling             | Megan Placito           | Alice Bauer       |
| Michael Darling           | Peter DeSouza-Feighoney | Julius Ole Ernst  |
| Timmy Carter / Tinkerbell | Kit Green               | Arne Stephan      |
| Tiger Lily                | Olumide Olorunfemi      | Yamuna Kemmerling |
| Joey                      | Hardy Yusuf             | Jakob Gisbertz    |
| James Hook                | Lucas Allermann (jung)  | Harrison Duffy    |
| Mary Darling              | Teresa Banham           | Frauke Poolman    |
| John Darling              | Campbell Wallace        | Carlos Fanselow   |
| Steven Carter             | Nicholas Woodeson       | Lutz Riedel       |

## Rezeption
Peter Pan’s Neverland Nightmare konnte 43 % der 23 bei Rotten Tomatoes gelisteten Kritiker überzeugen und erhielt dabei eine durchschnittliche Bewertung von 5,1 Punkten. Bei Metacritic erreichte der Film basierend auf vier Rezensionen einen Metascore von 50 von 100 möglichen Punkten.
In einer positiven Filmbesprechung attestiert Dennis Harvey von Variety dem Regisseur Scott Jeffrey, gekonnt eine verstörende Geschichte zu erzählen, die sich als Mischung aus Es und Blutgericht in Texas wie eine grotesk reale Verdrehung des Ausgangsmaterials anfühle. An grafischer Brutalität und Body-Horror werde dabei nicht gespart, sodass der Film vor allem Horrorfans mit einem starken Magen und einer Vorliebe für unangenehme Ideen anspreche. Aus einem eigentlich kitschigen Konzept erschaffe Jeffrey so ein wirklich beunruhigendes Werk, das in Bezug auf seine Atmosphäre und die viszerale Action sehr lebendig wirke. Dennoch kritisiert Harvey etwa die ungewollt reaktionäre Gleichsetzung von „anders“ mit „krank“ und einige grundlegende Logiklücken. Durch eine fähige Besetzung und eine starke Bildsprache behandle der Film seine Themen aber deutlich besser als der überbewertete Mainstream-Hit The Black Phone.
Deutlich kritischer zeigt sich Matt Donato von IGN, für den es sich bei Peter Pan’s Neverland Nightmare um eine verunglückte Adaption der Geschichten von J. M. Barrie handle. Der Film tue sich dabei schwer, eine eigene Identität zu finden, die nicht von anderen Werken abgekupfert sei, und verliere die phantasievolle und eskapistische Essenz des Ausgangsmaterials. Stattdessen präsentiere Regisseur Scott Jeffrey einen bodenständigen und formelhaften Entführungsthriller, der mit zugegebenermaßen beeindruckend üppiger Grausamkeit und der Darbietung von Hauptdarsteller Martin Portlock überzeugen könne. Die Schockmomente allein könnten die allgegenwärtige Unauffälligkeit des sonst reißerischen B-Movie allerdings nicht retten, sodass Peter Pan’s Neverland Nightmare zu einem weiteren Horrorfilm mit einem Meer aus ununterscheidbarer Brutalität verkomme.
Enttäuscht zeigt sich auch Aidan Kelley von Collider, der ebenfalls bemängelt, dass Peter Pan’s Neverland Nightmare lieber bessere Horrorfilme kopiere, anstatt sich auf seine eigene faszinierende Idee zu fokussieren. Das Konzept mit düsterer Prämisse habe nämlich Potenzial, doch das formelhafte Endprodukt sei mit jedem beliebigen Slasher austauschbar. Der Film nehme sich dabei viel zu ernst, sodass witzigere Momente nicht ankommen würden, während einige nette Gore-Effekte und das solide Make-up die uninspirierten Tode nicht ausgleichen könnten. Hauptdarsteller Martin Portlock habe als Serienmörder zwar gerade genug Charme, um die Zuschauer zu unterhalten, sei aber nicht mehr als Peter Pan zu erkennen. Auch die Darstellung von anderen Figuren aus der Ursprungsgeschichte bezeichnet Kelley als „kontrovers“, wobei er insbesondere den Umgang mit der transgeschlechtlichen Tinker Bell bemängelt.
Die weltweiten Einnahmen aus Kinovorführungen belaufen sich auf 1,2 Millionen US-Dollar.